# Anden tyrkiske belejring af Wien
Den anden tyrkiske belejring af Wien fandt sted fra 15. juli til 12. september 1683.
Wien var residensby for kejseren i det Tysk-romerske rige. Byen blev forsvaret af en alliance af Den polsk-litauiske realunion, Det tysk-romerske rige, Republikken Venedig og Kirkestaten. Efter adskillige mislykkede erobringsforsøg, ankomst af undsætningsstyrken og slag ved Kahlenberg trak det osmanniske riges styrker sig tilbage.
Betegnelsen »anden tyrkiske belejring af Wien« skyldes, at Det Osmanniske Rige allerede i 1529 belejrede Wien (Første tyrkiske belejring af Wien).
Gennem erobringer på Balkan under Den store tyrkiske krig udviklede Huset Habsburg sig til en europæisk stormagt på bekostning af det Osmanniske Rige.

## Den politiske baggrund
Det osmanniske riges nåede sit højdepunkt. Største delen af Kongeriget Ungarn var under osmannisk kontrol fra 1541, dels direkte (det centrale Ungarn), dels som vasal (Fyrstendømmet Transsylvanien). De var kontraktligt forpligtet til at yde økonomiske bidrag og undertiden stille tropper. "Det gyldne æble" som osmannerne kaldte Wien, syntes inden for rækkevidde.
I 1672 angreb osmannerne det polsk kontrollerede Ukraine og Kongeriget Polen-Litauen, erobrede fæstningen Kamenets-Podolsk og gjorde fremstød mod Lviv i Galicien. Splittet af interne konflikter især som krigene under "Syndfloden" og militært svækket, indgik Kongeriget Polen-Litauen fredstraktaten i Butsjatsj. Aftalen underlagde det polske Podolien Kamenets-Podolsk, og det østlige Ukraine vest for Dnepr den kosakkiske hétman Dorosjenko som en osmannisk lydstat. Desuden forpligtede Polen sig til at betale en årligt tribut til den osmanniske sultan. Den polske sejms afvisning af at ratificere Butsjatsjs fredstraktat førte til fornyede fjendtligheder. Et år senere, i 1673, var polakkerne igen i konflikt med osmannerne, hvor den polske hær under øverstbefalende Johan Sobieski slog dem i et ødelæggende slag ved Khotyn i det nuværende Ukraine.
Kun få uger senere stod tatariske og osmanniske styrker under storvesir Kara Mustafa igen i landet. Efter turbulente kampe afsluttedes den Polsk–Osmanniske krig i 1676 med undertegnelse af Zhuravnotraktaten. Osmannerne var dog stadig en trussel mod Polen.
Det Tysk-romerske rige under den habsburgske kejser Leopold I var svækket af religionskrige, Trediveårskrigen og pest-epidemien, der ramte Wien i 1679. I Ungarn og Slovakiet havde habsburgerne i lang tid undertrykt den protestantiske adel. Undertrykkelsen førte til Kurucopstanden 1678-1682 under ledelse af Imre Thököly. Efter den polsk-osmanniske fred var habsburgerne i en to-frontskrig i vest mod Frankrig under Louis XIV og i sydøst mod osmannerne under sultan Mehmed IV.

### Wien som fæstning
Efter Wiens første tyrkiske belejring i 1529 blev bymuren forstærket. Italienske Ingeniørtropper byggede en fæstning, der levede op til tidens krav. Efter Trediveårskrigen blev befæstningen af den gamle italienske type udbygget til den nyitalienske type. På det mest kritiske punkt mellem Schottenbastionen og Augustinerbastionen, hvor voldgraven ikke var fyldt med vand, blev der bygget fire raveliner, der stod færdige i 1672. Den ydre fæstningsvæg var bygget med en kasemat.
Bastionen var en kvadrat med ni kanoner, men uden kasemater. Bag bastion stod kavaleriet, den spanske bastion og et hævet artillerifort. Löwelbastionen var mindre, og bag bastionen var der opstillet kavaleri.
Den over 200 m lange mur mellem bastionerne var for lang til effektiv brug af kardæskbeskydning. Samtidigt var ravelinen lidt for høj og lidt for fremskudt i voldgraven til artilleribeskydning af voldgraven. De første huse i forstæderne var kun 200 m fra byens mure, så det lykkedes ikke at nivellere de skrå fæstningsvolde ("glaciser") før belejringen.
I minekrigsførelsen om Wien havde osmannerne med 5.000 minører klart overtaget. De havde ikke kun mere udstyr og personel, men også mere erfaring. Efter sammenbruddet i fredsforhandlingerne mellem kejser Leopold I og osmannerne i 1682 rekrutterede kejseren fæstningsarkitekt Georg Rimpler som ingeniør og oberstløjtnant. [2] Georg Rimpler styrkede fæstningsgrave, byggede caponier mellem ravelinerne og bastionerne, og bag dem blev Niederwall oprettet mellem kurtinen og bastionen. Han lod opføre palisader foran den overdækkede vej og anbefalede at grave en grav i Künette. Han forstod, at osmannernes hovedangreb ville ske mellem Burg- og Löwelbastion . [3] Han hvervede minearbejdere fra Tyrol, Holland og Lorraine; og endda kvinder. [4]